# کومی-کومی
کومی-کومی (روسی: Куми-Куми؛ انگلیسی: Qumi-Qumi) نام یک مجموعهٔ پویانمایی روسی است که نخستین بار در سال ۲۰۱۲ میلادی منتشر شد. تا مارس ۲۰۲۵، این مجموعه ۹۶ میلیون بیننده در شبکه‌های انگلیسی‌زبان و ۵۳۵ میلیون بیننده در نسخه روسی‌اش داشته است.
ساخت این کارتون بر پایهٔ مجموعه‌کتاب‌های مصوری به همین نام و با حمایت مالیِ «فرمانداری شهر مسکو» و همچنین «بنیاد فیلم» میسر شده‌است و داستان آن دربارهٔ سه قوم مختلف است: «ژوما-کومی» که اهل سحر و جادو هستند، «یومی-کومی» که سرمایه‌گرا و علمی هستند و بالاخره «شومی-کومی» که نظامی و کمونیست هستند. سه عضو از این گروه‌ها، «ژوگا»، «یوسی»، و «شومادان» سعی دارند هنجارهای اجتماعی خود را رها کنند و بدین‌ترتیب، با یکدیگر دوست می‌شوند. اینها با یک زبان نامفهوم و قلمبه‌سولمبه به نام «تارابار» با هم گفتگو می‌کنند که داخلش گاهی عبارات انگلیسی هم مخلوط می‌کنند.